# سناني (جنس)
السنَّاني أو غمليل (الاسم العلمي Dentalium) هو جنس كبير من الأصداف النابية، يضم 50 نوعًا موصوفًا وحوالي 50 نوعًا منقرضًا.

## الوصف
```
يعيش السناني ضمن 
قوقعة
 
أنبوبية
 يراوح طولها بين 3-6 سم،
```

مفتوحة النهايتين، تبرز نهايتها العليا الضيقة من الرمال لكنها تبقى مغمورة
بالماء، ويصدر عن فتحتها السفلى العريضة رأس صغيرة ترتكز عليها لوامس قابضة
ورجل عضلية مخروطية يحفر بها الحيوان الرمال، وتمتد في القوقعة من نهايتها
إلى النهاية الأخرى قناة تمثل الجوف الردائي، ويخرج من الفتحة الضيقة العليا
حاملًا معه ثاني اكسيد الكربون، حيث يتم التبادل الغازي عبر سطح الجوف الردائي
مباشرة بسبب انعدام الغلاصم، أما جهاز الدوران للحيوان فهو شديد الاختزال لدرجة
أنه لا يوجد للحيوان قلب.
ينفتح الفم في النهاية العريضة السفلى من القوقعة، إذ توجد مباشرة تعالج الغذاء
الذي يتألف من المنخريات والحيوانات الصغيرة الأخرى، بينما ينفتح الشرج في أعلى
الجوف الردائي.

## الجهاز العصبي
جهازها العصبي جانبي التناظر، مكون من أربعة أزواج من العقد العصبية،
تصل بينها وصلات عصبية، كما أن جهاز الإفراغ مكون من زوج من الكلى التي تنفتح على الجوف
الردائي إلى جانب الشرج بدل انفتاحها على الجوف العام، وتقوم القناة المفرغة
للكلية اليمنى بدور قناة ناقلة للأعراس.

## معرض صور

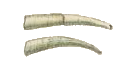
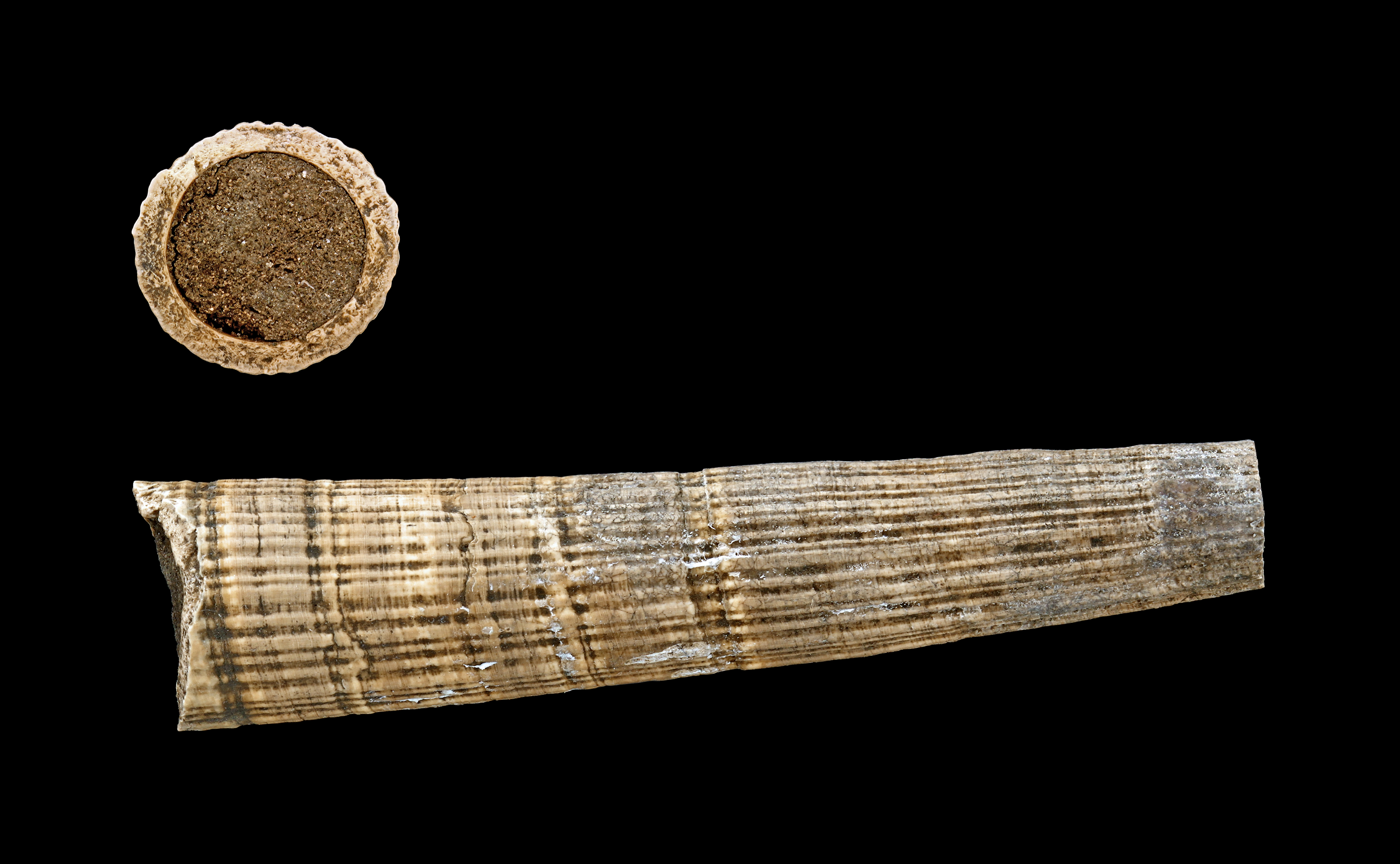
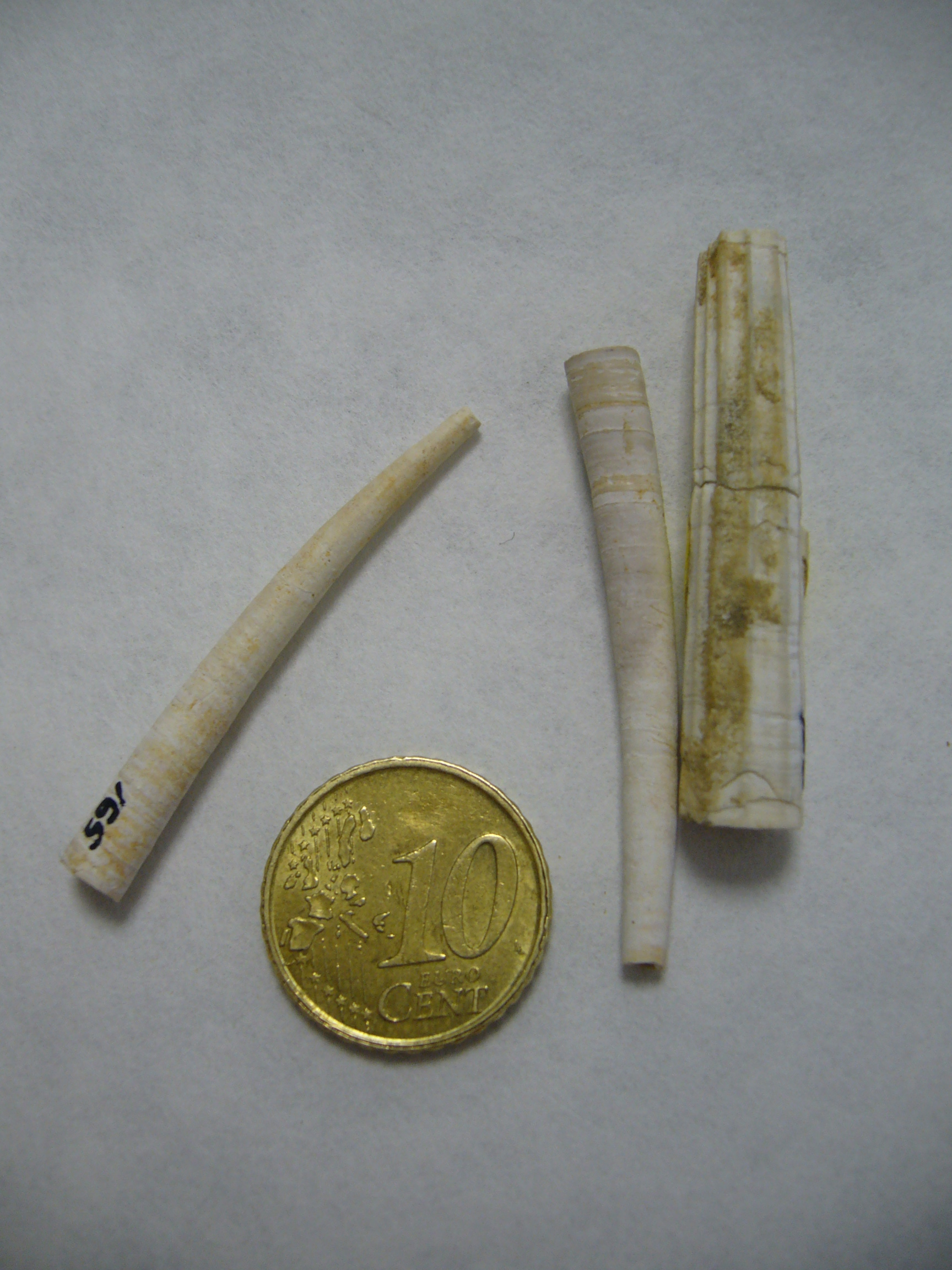